# جامعة هارتفورد
جامعة هارتفورد (بالإنجليزية: University of Hartford)‏ (UHart) هي جامعة خاصة، أسست في عام 1876 . موقعها في ويست هارتفورد، كونيتيكت في الولايات المتحدة. يمتد الحرم الجامعي الرئيسي الذي تبلغ مساحته 350 فدانًا (1.4 كم2) إلى هارتفورد وبلومفيلد المجاورتين. الجامعة تعتمدها لجنة نيو إنجلاند للتعليم العالي. 